# クラスで2番目に可愛い女の子と友だちになった
『クラスで2番目に可愛い女の子と友だちになった』（クラスでにばんめにかわいいおんなのことともだちになった）は、たかたによる日本のライトノベル。略称は「クラにか」。本作はカクヨムにて2020年11月30日より投稿が開始された。書籍版は角川スニーカー文庫（KADOKAWA）より2021年12月から刊行されている。イラストは長部トム（1巻）と日向あずり（2巻以降）が担当している。
第6回カクヨムWeb小説コンテストラブコメ部門特別賞受賞作。「次にくるライトノベル大賞」文庫部門では2022年版で7位、2023年版で1位をそれぞれ獲得している。「2022年1番売れたライトノベル新作シリーズ（KADOKAWA調べ）」となり、2025年5月時点で電子版を含めたシリーズ累計部数は100万部を突破している。
メディアミックスとして、尾野凛によるコミカライズが『アライブ+』（KADOKAWA）にて2022年7月27日から連載中。2022年12月5日、公式Twitterが開設された。コミック1巻の発売時にはボイスコミックが公開された。また、2026年にテレビアニメが放送予定。
男子高校生の前原真樹が、「クラスで2番目に可愛い女の子」と呼ばれている朝凪海と「同好の士」であると知り、金曜日の放課後に前原の家で秘密の時間を過ごすようになるラブコメ。

## あらすじ
前原真樹は中学3年生の冬、両親の離婚により母親について隣の県へと引っ越すこととなった。金曜日はだいたい家で1人で過ごすことが多く、ゲームをしたり、映画を見たり、漫画を読んだり、出前でジャンクフードを食べたりすることが主な楽しみであった。県外から引っ越してきたばかりのため入学したばかりの高校では友人はいなかったが、とある金曜日の放課後に朝凪海と知り合い金曜日だけの交流が始まった。2人だけで家で遊ぶことは彼女への負担を避けるため公にしないように海に依頼し、海の親友である天海夕も含め、クラスメイトには秘密にしている。

## 登場人物
声の項は特記のない場合、テレビアニメ版の声優。

### 主要人物
前原真樹（まえはら まき）
声 - 石谷春貴（ボイスドラマ・ボイスコミック・テレビアニメ）
本作の主人公。高校1年生。中3の冬に両親が離婚してから、母親について、隣県から通っている高校の町に引っ越した。母親が多忙な上、週末は会社泊まりになることがほとんどなため、金曜日はだいたい家で一人で過ごしており、ゲームをしたり、映画を見たり、漫画を読んだり、出前でジャンクフードを食べたりすることが主な楽しみ。県外から引っ越してきたばかりで、学校では友だちがおらず、自己紹介も「とくになし」「よろしくお願いします」など担任に不満げな顔され、クラスの雰囲気を微妙にさせたほど一言で済む言葉しか書かなかった。とある金曜日の放課後、朝凪海がピザやコーラを持参して家に訪ねたのがきっかけで、二人が友だちになって、金曜日だけの交流が始まった。二人で家で遊ぶことは、迷惑をかけることはしたくないため、海に頼んで、海の親友である天海夕も含め、クラスメイトには内緒にしてもらっている。
作者は朝凪海を幸せにできるのはどのような男子であるかを考えて作りだしたキャラクターであると話している。
朝凪海（あさなぎ うみ）
声 - 石見舞菜香（ボイスドラマ・ボイスコミック・テレビアニメ）
本作のヒロイン。真樹のクラスメイト。「クラスで2番目に可愛い女の子」。成績が優秀で、運動神経も良い。
作者は天海夕と対を為すキャラクターであると話している。
『このライトノベルがすごい！』女性キャラクター部門では2024年版で8位を獲得している。
天海夕（あまみ ゆう）
声 - 鈴代紗弓（ボイスコミック・テレビアニメ）
「クラスで1番目に可愛い女の子」。クォーター混血。海とは小学校からの親友。
作者はビジュアル面および立ち振る舞いでメインヒロイン感を出すことを特に意識したと話している。

### 学生
新田新奈（にった にな）
声 - 長谷川育美
海と夕の友人で、三人で一緒に行動することが多い。文化祭以降は真樹のことを「委員長」と呼んでいる。
関望（せき のぞむ）
真樹たちのクラスメイト。野球部の部員。
関智緒（せき ともお）
望の姉。生徒会長。
中村澪（なかむら みお）
学年1位。2年生になってから生徒会長を引き受けた。
荒江渚（あらえ なぎさ）
中学時代にバスケをやっていた。
滝沢総司（たきざわ そうじ）
中村の一年下の後輩で、副生徒会長。

### 家族
前原真咲（まえはら まさき）
真樹の母。出版社で編集をやっている。仕事が忙しくて、毎週末はほとんど会社に泊まる。
朝凪空（あさなぎ そら）
海の母。
朝凪陸（あさなぎ りく）
海の兄。
前原樹（まえはら いつき）
真樹の父。離婚した後、月に1回程度の面会で、真樹と二人で会う。
朝凪大地（あさなぎ だいち）
海の父。
天海絵里（あまみ えり）
夕の母。

### その他
湊京香（みなと きょうか）
樹の部下。
清水雫（しみず しずく）
陸の幼馴染。
清水零次（しみず れいじ）
雫の息子。

## 作風・制作背景
「カクヨム」で執筆活動を行っていた作者は「カクヨムWeb小説コンテスト」で受賞した2作品の執筆終了後に新作の執筆に取りかかるもののなかなか上手くいかない時期が続いていた。そのため作者は「自分のやりたいことをシンプルにやってみよう」と考え直して第6回カクヨムWeb小説コンテストに向けて執筆したのが本作であり、その後角川スニーカー文庫から書籍化を打診された。作者によると、書籍化を視野にいれて本作の執筆を行っており、異世界ラブコメ作品だったデビュー作で感じた課題や当時の担当編集者との打ち合わせを鑑みた結果、ジャンルを現代ラブコメに決めたという。また、「Webで好まれる題材を選ぶ意識は少なからずあった」とも話している。
作者は元々メインヒロインよりもサブヒロインに魅力を感じることが多く、物語完結後に頭の中で「サブヒロインが主人公と結ばれるifストーリー」を頭の中で思い描いていたことが本作の着想の源となっている。第1巻の核となるストーリーはタイトル決定後に作られており、作者は「1番目のヒロインが隣に居ることで、2番目のヒロインが持つ陰の部分を表面化させる。2番目のヒロインならではの心情や悩みを描写することで、「2番目の女の子」をメインヒロインへと昇華させることができる」と話している。また、海や真樹の苦悩の部分を描かずに平坦な物語にしても問題はなかったかもしれないが、二人の性格および生い立ちから「互いの悩みを知ってしまったら無視できないだろう」と考え、明るい部分以外にも焦点を当てることにしたとも話している。

## 既刊一覧

### 小説
- たかた（著）・長部トム（イラスト、1巻）・日向あずり（イラスト、2巻以降）、KADOKAWA〈角川スニーカー文庫〉、既刊8巻（2025年5月1日現在）
  - 『クラスで2番目に可愛い女の子と友だちになった』2022年1月1日初版発行（2021年12月24日発売[40]）、ISBN 978-4-04-112034-7
  - 『クラスで2番目に可愛い女の子と友だちになった2』2022年8月1日初版発行（7月29日発売[41]）、ISBN 978-4-04-112035-4
  - 『クラスで2番目に可愛い女の子と友だちになった3』2023年1月1日初版発行（2022年12月28日発売[42]）、ISBN 978-4-04-113287-6
  - 『クラスで2番目に可愛い女の子と友だちになった4』2023年6月1日初版発行（同日発売[43]）、ISBN 978-4-04-113731-4
  - 『クラスで2番目に可愛い女の子と友だちになった5』2023年11月1日初版発行（同日発売[44]）、ISBN 978-4-04-113732-1
  - 『クラスで2番目に可愛い女の子と友だちになった6』2024年5月1日初版発行（同日発売[45]）、ISBN 978-4-04-114918-8
  - 『クラスで2番目に可愛い女の子と友だちになった7』2024年10月1日初版発行（同日発売[46]）、ISBN 978-4-04-115434-2
  - 『クラスで2番目に可愛い女の子と友だちになった7.5』2025年5月1日初版発行（同日発売[47]）、ISBN 978-4-04-116154-8

### 漫画
- 尾野凛（漫画）・たかた（原作）・日向あずり（キャラクター原案） 『クラスで2番目に可愛い女の子と友だちになった』 KADOKAWA〈MFコミックス アライブ+シリーズ〉、既刊6巻（2025年6月27日現在）
  1. 2023年3月1日初版発行（同日発売[48][12]）、ISBN 978-4-04-681881-2
  2. 2023年5月26日初版発行（同日発売[49]）、ISBN 978-4-04-811220-8
  3. 2023年10月27日発売[50]、ISBN 978-4-04-811245-1
  4. 2024年5月28日発売[51][52]、ISBN 978-4-04-811289-5
  5. 2024年11月28日発売[53]、ISBN 978-4-04-811378-6
  6. 2025年6月27日発売[54]、ISBN 978-4-04-811512-4

## テレビアニメ
2023年9月に開催されたオンラインイベント「スニーカー文庫35周年FESTA！」にてアニメ化企画進行中であることが発表され、2026年にテレビアニメが放送予定となっている。

### スタッフ
- 原作 - たかた[13]
- キャラクター原案 - 日向あずり[13]
- コミカライズ担当 - 尾野凛[13]
- 監督 - 橘秀樹[13]
- シリーズ構成・脚本 - 大知慶一郎[13]
- キャラクターデザイン - 滝本祥子[13]
- 制作スタジオ - CONNECT[13]

### WEBラジオ
『クラにかラジオ』のタイトルで、2025年4月25日よりアスミック・エースの公式YouTubeチャンネルほかにて配信中。パーソナリティは、朝凪海役の石見舞菜香、天海夕役の鈴代紗弓、新田新奈役の長谷川育美。